# Finał Grand Prix w łyżwiarstwie figurowym 2010/2011
Finał Grand Prix w łyżwiarstwie figurowym 2010/2011 – siódme, a zarazem ostatnie w kolejności zawody łyżwiarstwa figurowego z cyklu Grand Prix 2010/2011. Zawody odbywały się równolegle z Finałem Junior Grand Prix w łyżwiarstwie figurowym 2010/2011, czyli ósmymi zawodami podsumowującymi cykl Junior Grand Prix 2010/2011. Zawody rozgrywano od 8 do 12 grudnia 2010 roku w hali Capital Indoor Stadium w Pekinie.
Wśród solistów triumfował Kanadyjczyk Patrick Chan. W konkurencji solistek zwyciężyła reprezentantka Stanów Zjednoczonych Alissa Czisny. W konkurencji par sportowych złoty medal zdobyli reprezentanci Niemiec Alona Sawczenko i Robin Szolkowy, zaś w rywalizacji par tanecznych amerykanie Meryl Davis i Charlie White.
W kategorii juniorów wśród solistów zwycięstwo odniósł Amerykanin Richard Dornbush, zaś w konkurencji solistek Rosjanka Adelina Sotnikowa. W parach sportowych w kategorii juniorów triumfowali reprezentanci Japonii Narumi Takahashi i Mervin Tran. Z kolei w juniorskich parach tanecznych złoty medal zdobyli Rosjanie Ksienija Mońko i Kiriłł Chalawin.

## Wyniki

### Kategoria seniorów

#### Soliści (S)

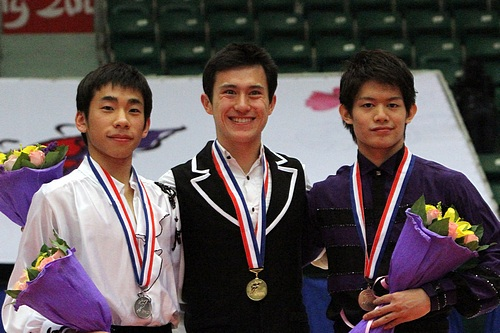
Medaliści w konkurencji solistów seniorów, od lewej Oda (JPN), Chan (CAN), Kozuka (JPN)

| Poz. | Zawodnik          | Nota łączna | SP | SP    | FS | FS     |
| ---- | ----------------- | ----------- | -- | ----- | -- | ------ |
| 1    | Patrick Chan      | 259,75      | 2  | 85,59 | 1  | 174,16 |
| 2    | Nobunari Oda      | 242,81      | 1  | 86,59 | 3  | 156,22 |
| 3    | Takahiko Kozuka   | 237,79      | 4  | 77,90 | 2  | 159,89 |
| 4    | Daisuke Takahashi | 219,77      | 3  | 82,57 | 6  | 137,20 |
| 5    | Tomáš Verner      | 213,64      | 5  | 65,37 | 4  | 148,27 |
| 6    | Florent Amodio    | 201,90      | 6  | 61,64 | 5  | 140,26 |

#### Solistki (S)

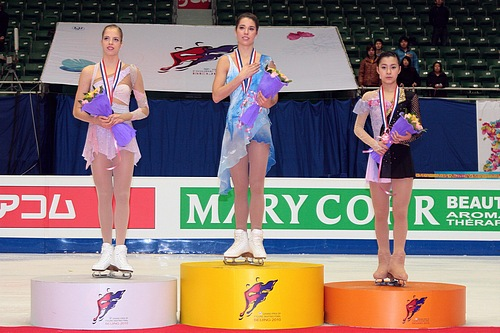
Medalistki w konkurencji solistek seniorek, od lewej Kostner (ITA), Czisny (USA), Murakami (JPN)

| Poz. | Zawodniczka      | Nota łączna | SP | SP    | FS | FS     |
| ---- | ---------------- | ----------- | -- | ----- | -- | ------ |
| 1    | Alissa Czisny    | 180,75      | 1  | 63,76 | 3  | 116,99 |
| 2    | Carolina Kostner | 178,60      | 2  | 62,13 | 4  | 116,47 |
| 3    | Kanako Murakami  | 178,59      | 3  | 61,47 | 2  | 117,12 |
| 4    | Akiko Suzuki     | 173,72      | 4  | 58,26 | 5  | 115,46 |
| 5    | Miki Andō        | 173,15      | 5  | 50,45 | 1  | 122,70 |
| 6    | Rachael Flatt    | 127,57      | 6  | 45,19 | 6  | 82,38  |

#### Pary sportowe (S)

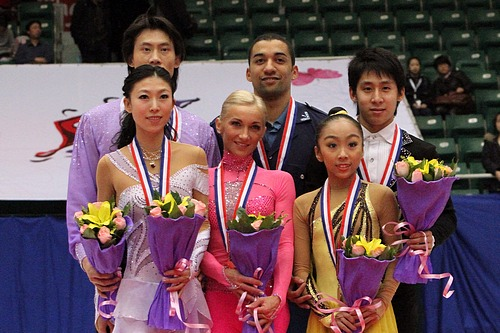
Medaliści w parach sportowych seniorów, od lewej Pang / Tong (CHN), Sawczenko / Szolkowy (GER), Sui / Han (CHN)

| Poz. | Zawodnicy                               | Nota łączna | SP | SP    | FS | FS     |
| ---- | --------------------------------------- | ----------- | -- | ----- | -- | ------ |
| 1    | Aliona Savchenko / Robin Szolkowy       | 210,72      | 1  | 74,40 | 1  | 136,32 |
| 2    | Pang Qing / Tong Jian                   | 189,93      | 2  | 68,63 | 2  | 121,30 |
| 3    | Sui Wenjing / Han Cong                  | 179,04      | 4  | 61,49 | 3  | 117,55 |
| 4    | Lubow Iluszeczkina / Nodari Maisuradze  | 177,44      | 5  | 60,06 | 4  | 117,38 |
| 5    | Wiera Bazarowa / Jurij Łarionow         | 176,80      | 3  | 63,86 | 5  | 112,94 |
| 6    | Kirsten Moore-Towers / Dylan Moscovitch | 169,57      | 6  | 58,73 | 6  | 110,84 |

#### Pary taneczne (S)

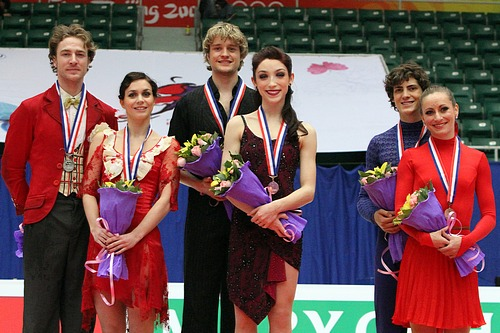
Medaliści w parach tanecznych seniorów, od lewej Péchalat / Bourzat (FRA), Davis / White (USA), Crone / Poirier (CAN)

| Poz. | Zawodnicy                              | Nota łączna | SD | SD    | FD | FD     |
| ---- | -------------------------------------- | ----------- | -- | ----- | -- | ------ |
| 1    | Meryl Davis / Charlie White            | 171,58      | 1  | 68,64 | 1  | 102,94 |
| 2    | Nathalie Péchalat / Fabian Bourzat     | 162,10      | 2  | 65,66 | 2  | 96,44  |
| 3    | Vanessa Crone / Paul Poirier           | 139,74      | 5  | 54,82 | 3  | 84,92  |
| 4    | Jekatierina Bobrowa / Dmitrij Sołowjow | 136,75      | 6  | 54,33 | 4  | 82,42  |
| 5    | Kaitlyn Weaver / Andrew Poje           | 136,34      | 4  | 55,51 | 5  | 80,83  |
| 6    | Nóra Hoffmann / Maxim Zavozin          | 132,07      | 3  | 55,98 | 6  | 76,09  |

### Kategoria juniorów

#### Soliści (J)

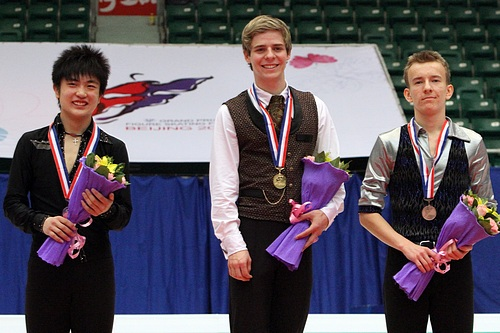
Medaliści w konkurencji solistów juniorów, od lewej Yan (CHN), Dornbush (USA), Rogozine (CAN)

| Poz. | Zawodnik         | Nota łączna | SP | SP    | FS | FS     |
| ---- | ---------------- | ----------- | -- | ----- | -- | ------ |
| 1    | Richard Dornbush | 219,56      | 1  | 70,75 | 1  | 148,81 |
| 2    | Yan Han          | 186,05      | 3  | 67,29 | 3  | 118,76 |
| 3    | Andrei Rogozine  | 181,78      | 7  | 59,17 | 2  | 122,61 |
| 4    | Max Aaron        | 181,28      | 5  | 63,78 | 4  | 117,50 |
| 5    | Keegan Messing   | 174,42      | 2  | 68,52 | 8  | 106,90 |
| 6    | Joshua Farris    | 173,97      | 4  | 65,24 | 7  | 108,73 |
| 7    | Żan Busz         | 173,75      | 6  | 60,05 | 6  | 113,70 |
| 8    | Gordiej Gorszkow | 171,81      | 8  | 55,55 | 5  | 116,26 |

#### Solistki (J)

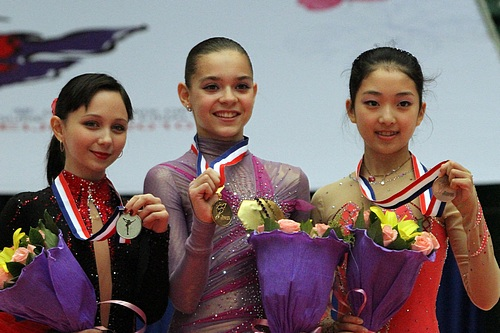
Medalistki w konkurencji solistek juniorek, od lewej Tuktamyszewa (RUS), Sotnikowa (RUS), Li (CHN)

| Poz. | Zawodniczka              | Nota łączna | SP | SP    | FS | FS     |
| ---- | ------------------------ | ----------- | -- | ----- | -- | ------ |
| 1    | Adelina Sotnikowa        | 169,81      | 1  | 57,27 | 1  | 112,54 |
| 2    | Jelizawieta Tuktamyszewa | 160,87      | 2  | 53,76 | 2  | 107,11 |
| 3    | Li Zijun                 | 149,82      | 5  | 49,62 | 4  | 100,20 |
| 4    | Risa Shoji               | 149,82      | 4  | 52,56 | 5  | 97,26  |
| 5    | Polina Szelepień         | 147,37      | 3  | 53,26 | 6  | 94,11  |
| 6    | Christina Gao            | 145,01      | 7  | 43,98 | 3  | 101,03 |
| 7    | Yasmin Siraj             | 130,95      | 8  | 38,08 | 7  | 92,87  |
| 8    | Kristiene Gong           | 129,90      | 6  | 47,24 | 8  | 82,66  |

#### Pary sportowe (J)

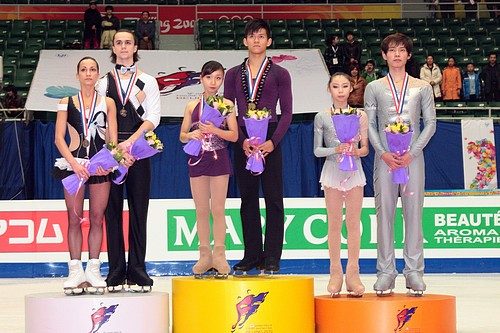
Medaliści w parach sportowych juniorów, od lewej Stołbowa / Klimow (RUS), Takahashi / Tran (JPN), Yu / Jin (CHN)

| Poz. | Zawodnicy                         | Nota łączna | SP | SP    | FS | FS     |
| ---- | --------------------------------- | ----------- | -- | ----- | -- | ------ |
| 1    | Narumi Takahashi / Mervin Tran    | 159,52      | 1  | 53,94 | 1  | 105,58 |
| 2    | Ksienija Stołbowa / Fiodor Klimow | 150,54      | 2  | 49,63 | 2  | 100,91 |
| 3    | Yu Xiaoyu / Jin Yang              | 140,58      | 6  | 43,68 | 3  | 96,90  |
| 4    | Taylor Steele / Robert Schultz    | 133,08      | 3  | 48,07 | 6  | 85,01  |
| 5    | Ashley Cain / Joshua Reagan       | 131,96      | 5  | 43,92 | 5  | 88,04  |
| 6    | Brittany Jones / Kurtis Gaskell   | 131,04      | 7  | 42,34 | 4  | 88,70  |
| 7    | Natasha Purich / Raymond Schultz  | 127,02      | 4  | 45,30 | 7  | 81,72  |
| 8    | Anna Siłajewa / Artur Minczuk     | 113,99      | 8  | 35,25 | 8  | 78,74  |

#### Pary taneczne (J)

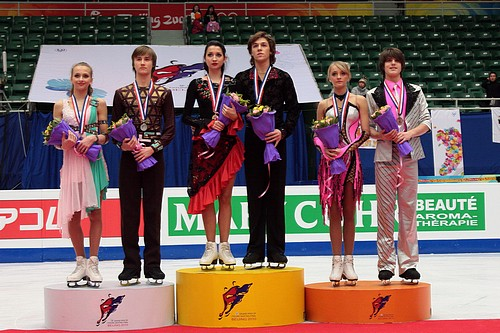
Medaliści w parach tanecznych juniorów, od lewej Sinicyna / Żyganszyn (RUS), Mońko / Chalawin (RUS), Stiepanowa / Bukin (RUS)

| Poz. | Zawodnicy                                 | Nota łączna | SD | SD    | FD | FD    |
| ---- | ----------------------------------------- | ----------- | -- | ----- | -- | ----- |
| 1    | Ksienija Mońko / Kiriłł Chalawin          | 136,22      | 2  | 55,50 | 1  | 80,72 |
| 2    | Wiktorija Sinicyna / Rusłan Żyganszyn     | 134,62      | 1  | 55,58 | 2  | 79,04 |
| 3    | Aleksandra Stiepanowa / Iwan Bukin        | 129,94      | 3  | 53,59 | 3  | 76,35 |
| 4    | Jekatierina Puszkasz / Jonathan Guerreiro | 123,75      | 4  | 53,06 | 6  | 70,69 |
| 5    | Charlotte Lichtman / Dean Copely          | 121,58      | 5  | 50,74 | 5  | 70,84 |
| 6    | Marina Antipowa / Artiom Kudaszew         | 118,60      | 6  | 46,98 | 4  | 71,62 |
| 7    | Anastasija Galyeta / Ołeksij Szumski      | 113,54      | 7  | 45,10 | 7  | 68,44 |
| 8    | Marina Antipova / Artem Kudashev          | 110,16      | 8  | 43,18 | 8  | 66,98 |